# 5月5日
5月5日（ごがついつか）は、グレゴリオ暦で年始から125日目（閏年では126日目）にあたり、年末まではあと240日ある。

## できごと

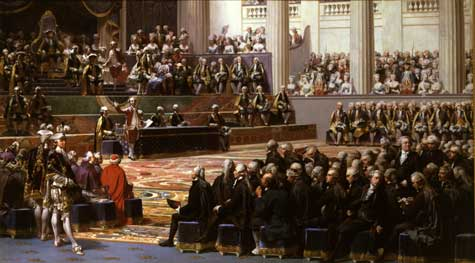
フランスで174年ぶりに三部会が開催される(1789)

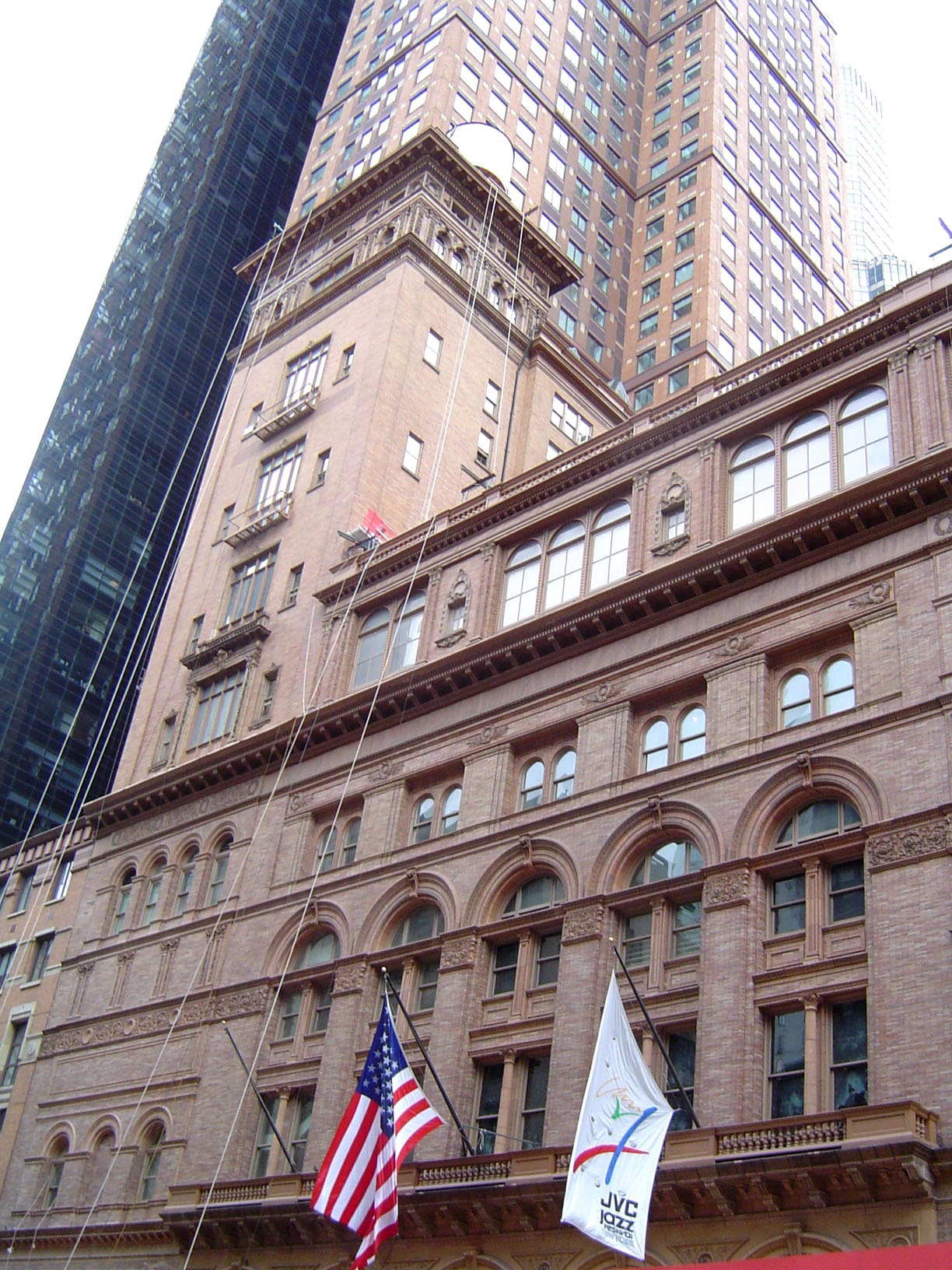
カーネギー・ホール開場(1891)

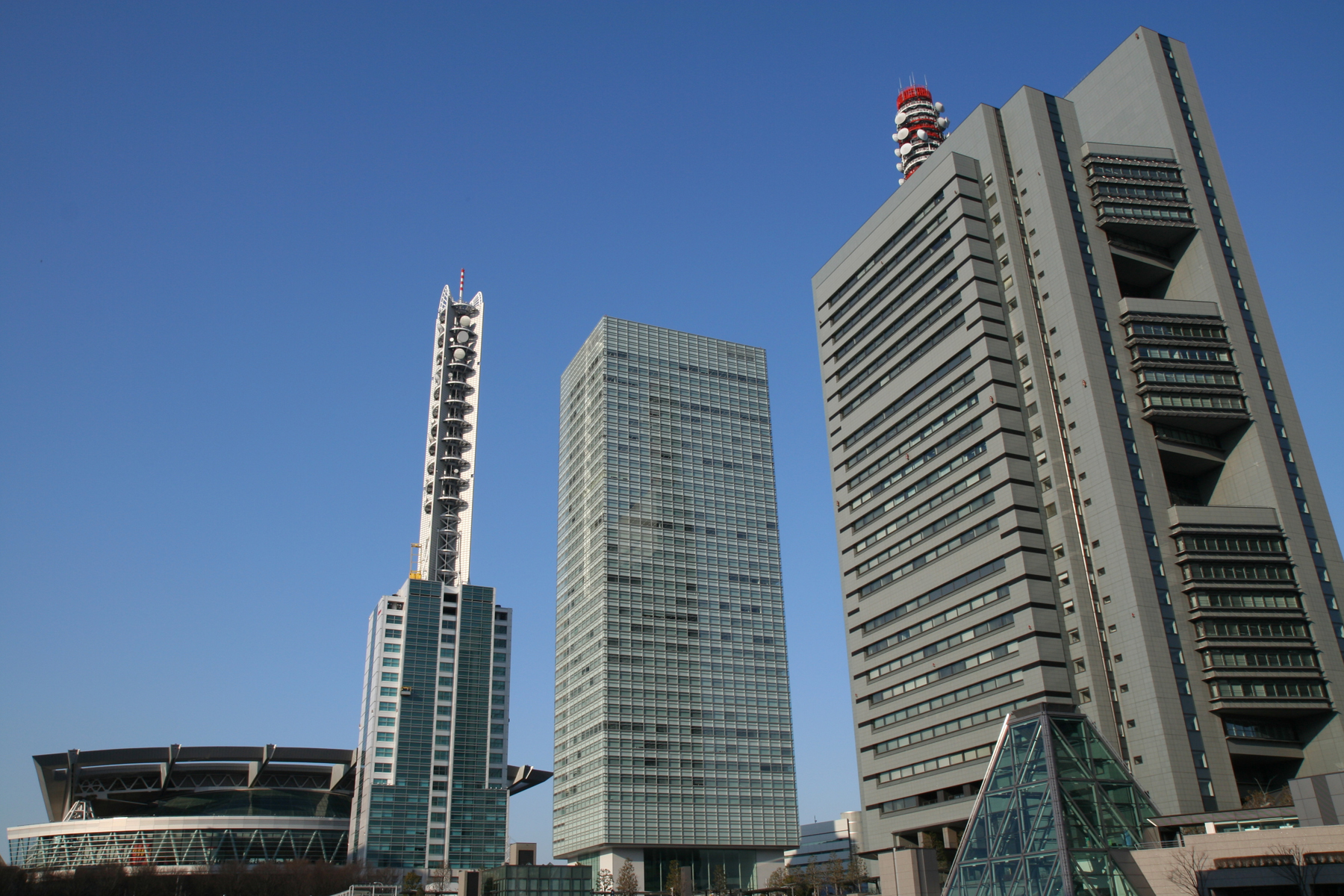
さいたま新都心街開き(2000)

- 553年 - 第2コンスタンティノポリス公会議が開会[1]。
- 1180年（治承4年4月9日） - 以仁王が平氏追討の令旨を発する。
- 1260年 - クビライがモンゴル帝国第5代皇帝（ハーン）に即位。
- 1640年 - イングランドで短期議会が閉会。
- 1789年 - フランスで、聖職者・貴族への課税を審議する三部会がルイ16世臨席の下で開会。
- 1835年 - ベルギーのブリュッセル - メヘレンでヨーロッパ大陸初の鉄道が開通。
- 1842年 - ハンブルク大火発生。
- 1862年 - メキシコ出兵: プエブラの会戦。メキシコ軍がフランス軍を撃退。（シンコ・デ・マヨ）
- 1864年 - 南北戦争: 荒野の戦いが始まる。
- 1891年 - ニューヨークにカーネギー・ホールが正式に開場[2]。
- 1904年 - 米大リーグ・レッドソックスのサイ・ヤング投手がアメリカンリーグ初の完全試合を達成。
- 1911年 - 奈良原三次が製作した「奈良原式2号飛行機」が所沢飛行場で初飛行。国産飛行機による初の飛行となる。
- 1912年 - 第5回夏季オリンピック・ストックホルム大会が開幕。7月22日まで。
- 1912年（ユリウス暦4月22日） - 『プラウダ』が創刊。
- 1912年 - 岡山電気軌道が駅前〜内山下分岐、内山下分岐〜後楽園口で開業。
- 1917年 - 大阪市北区で倉庫が爆発。死者43人、重傷者82人[3]。
- 1921年 - 第一次世界大戦戦勝国によるロンドン講和会議で、ドイツに対し1,320億マルクの賠償金支払い受諾を要求（ロンドン最後通牒）。
- 1925年 - 衆議院議員普通選挙法改正法が公布され、25歳以上の男子に選挙権が認められる。
- 1936年 - 第二次エチオピア戦争: イタリアがエチオピアの首都アディスアベバを占領。戦争が終結。
- 1940年 - 第二次世界大戦: ドイツに占領されたノルウェー亡命政府がロンドンで発足。
- 1941年 - 第二次世界大戦: イタリアの植民地（イタリア領東アフリカ）となっていたエチオピアで、エチオピア皇帝ハイレ・セラシエ1世が首都に再入城。
- 1945年 - 第二次世界大戦: カナダ軍・イギリス軍により、ナチス占領下のオランダ・デンマークが解放される。
- 1945年 - 第二次世界大戦: 日本から飛来した風船爆弾の不発弾がアメリカ・オレゴン州で爆発し、民間人6人が死亡。第二次大戦でのアメリカ本土での唯一の死者となる。
- 1945年 - 熊本県・大分県境にB-29が墜落。米兵4人が殺害され、残り6人も九州帝国大学で生体解剖される。（九州大学生体解剖事件）
- 1947年 - カール・マルクスの生家が博物館として開館する。
- 1949年 - 欧州評議会創設。（欧州評議会のヨーロッパ・デー）
- 1950年 - タイ王国国王ラーマ9世が戴冠
- 1950年 - 県営宮城球場開場
- 1951年 - 日本で「児童憲章」制定。
- 1955年 - 西ドイツが主権の完全回復を宣言。
- 1958年 - 多摩動物公園開園。
- 1958年 - 広島平和記念公園に原爆の子の像が完成。
- 1961年 - アメリカ初の有人宇宙船「マーキュリー・レッドストーン3号」打ち上げ。アラン・シェパードがアメリカ人初の宇宙飛行士となる。
- 1965年 - 国立こどもの国開園。
- 1969年 - 愛知県名古屋市にある中部日本放送で火災が発生（CBC放送会館火災）。
- 1970年 - カンプチア王国民族連合政府樹立。
- 1975年 - 阪神北大阪線・国道線・甲子園線がこの日限りで廃止される。
- 1978年 - 成田空港問題: 京成スカイライナー放火事件が起こる。
- 1980年 - 駐英イラン大使館占拠事件: イギリス陸軍の特殊部隊SASが大使館に突入し、犯人6人のうち5人を射殺、人質26人を解放。
- 1983年 - 中国民航機韓国着陸事件。
- 1984年 - 阪急神戸線六甲駅列車衝突事故。
- 1988年 - 日本・中国・ネパール友好登山隊が初のエベレストの南北同日登頂と交叉縦走に成功。同時に日本テレビが初のエベレスト山頂からの衛星中継に成功した[4]。
- 1992年 - 1789年に提出されたアメリカ合衆国憲法修正第27条が、38州の承認により202年かかって批准が成立。
- 1995年 - オウム真理教による新宿駅青酸ガス殺人未遂事件が発生。
- 2000年 - 与野市・浦和市・大宮市（現在のさいたま市）で「さいたま新都心」が街開き。
- 2001年 - 千葉県四街道市で工場の従業員宿舎が全焼。11人死亡。
- 2007年 - 大阪府吹田市にあるエキスポランドのジェットコースター「風神雷神II」で脱輪事故。1名が死亡、34名が重軽傷[5]。
- 2012年 - 北海道電力泊原子力発電所の3号機が発電を停止。1970年以来42年ぶりに日本国内全ての原子力発電所が停止した[6]。
- 2013年 - 松井秀喜の引退式と、長嶋茂雄、松井秀喜両氏の国民栄誉賞授与式が東京ドームで行われる[7]。
- 2018年 - 北朝鮮が、標準時「平壌時間」を30分繰り上げ日本や韓国と同じ標準時に統一[8]。
- 2023年 - 世界保健機関が2019コロナウイルス感染症（COVID-19）の緊急事態宣言終了を発表[9]。事実上の収束宣言。
- 2023年 - 石川県能登地方（能登群発地震）を震源とするマグニチュード6.5の地震が発生[10]。1人が死亡、35名が負傷する被害が発生。

## 誕生日

### 人物

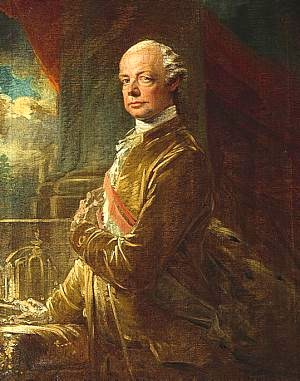
神聖ローマ皇帝レオポルト2世(1747-1792)誕生

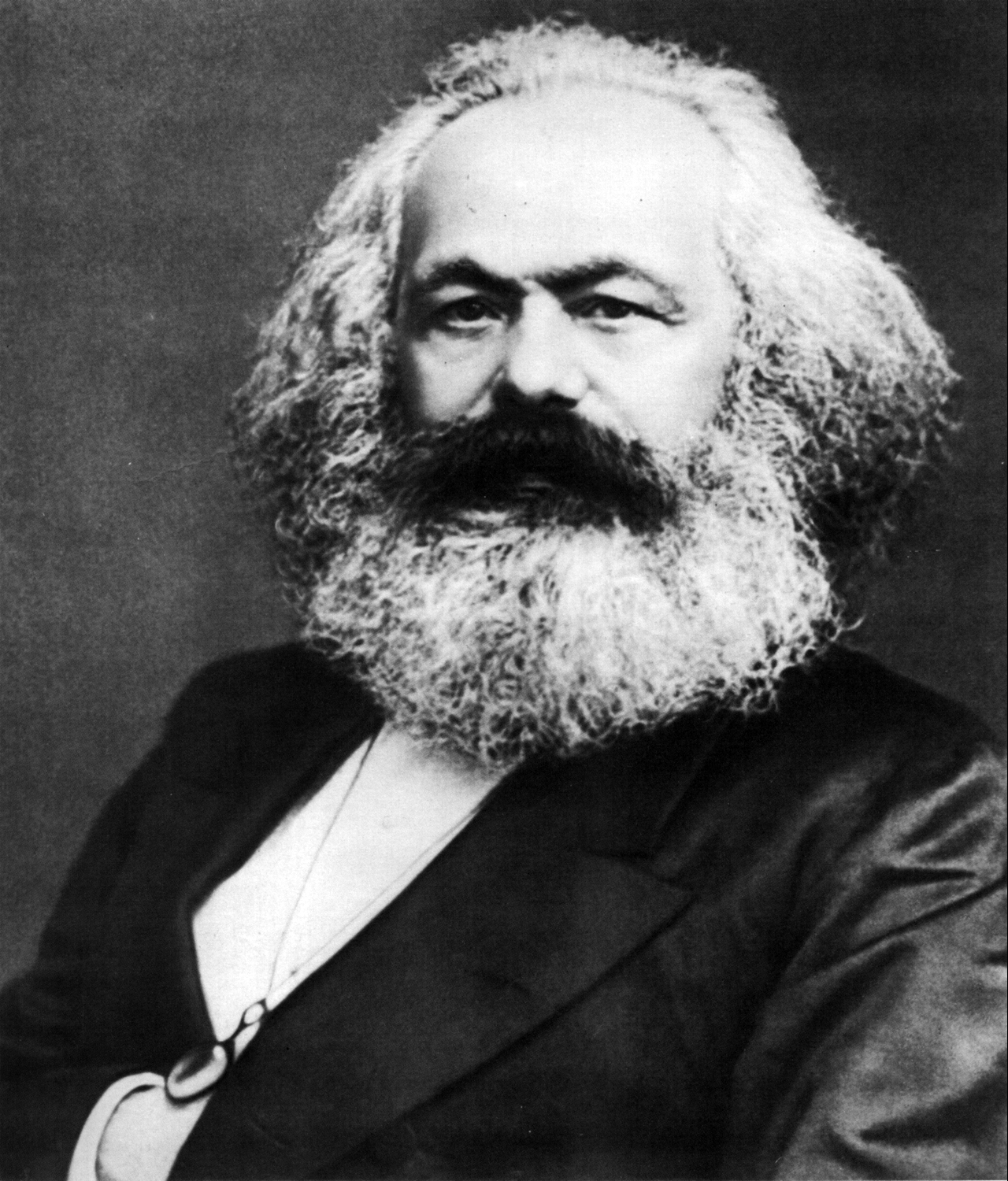
哲学者・経済学者、カール・マルクス(1818-1883)誕生。

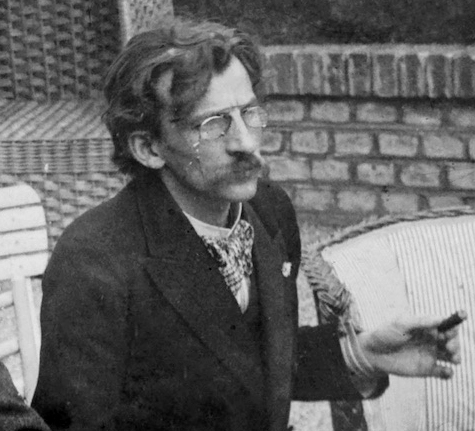
作曲家ハンス・プフィッツナー(1869-1949)

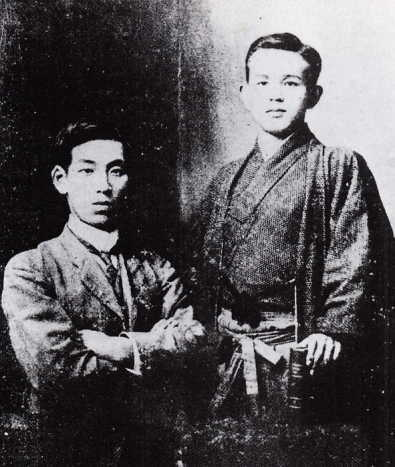
アイヌ語を研究した言語学者、金田一京助（画像左; 1882-1971）。石川啄木（画像右）は金田一を頼り、本郷菊坂町の「赤心館」で共同生活を送った。

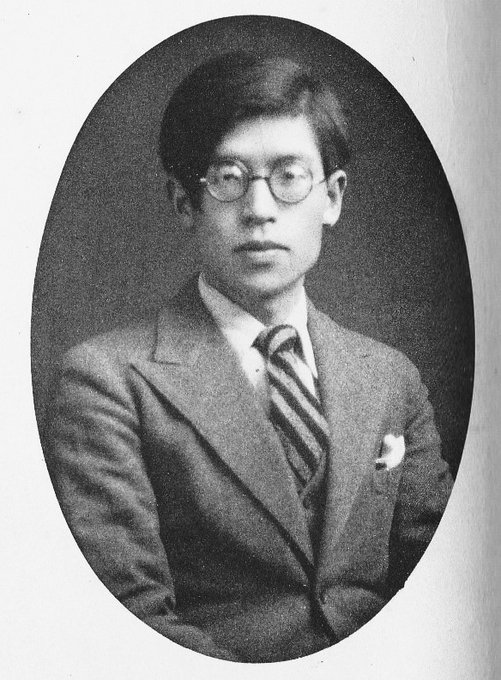
小説家、中島敦。

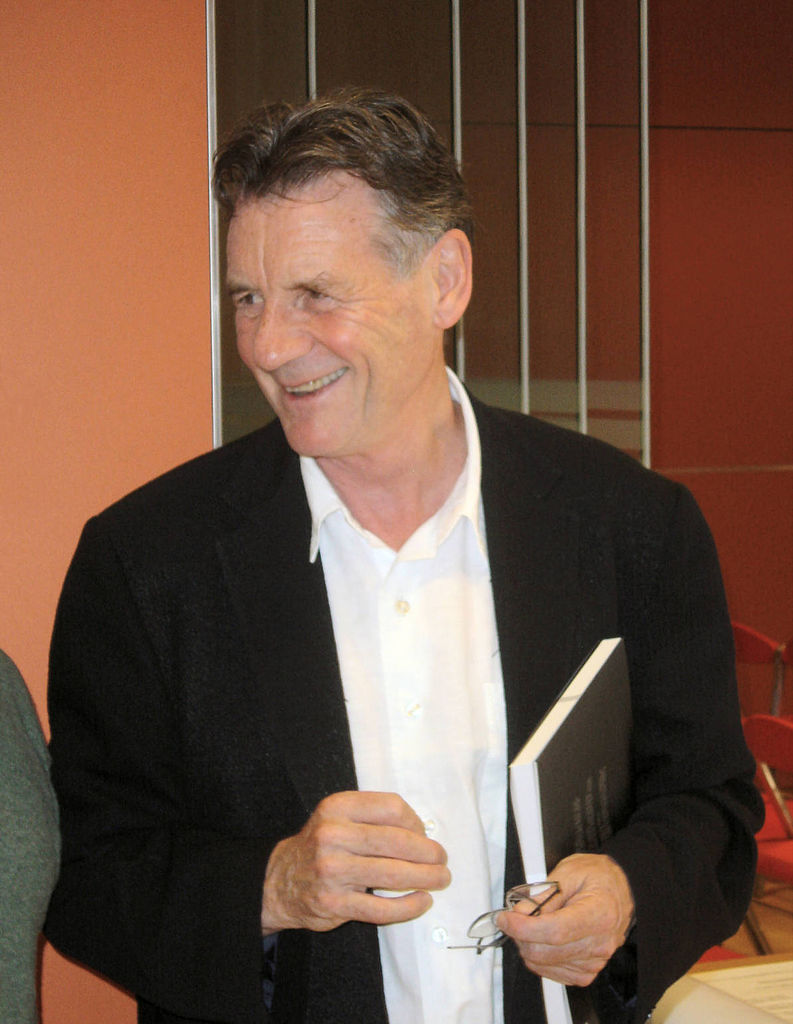
コメディアン、マイケル・ペイリン(1943-)

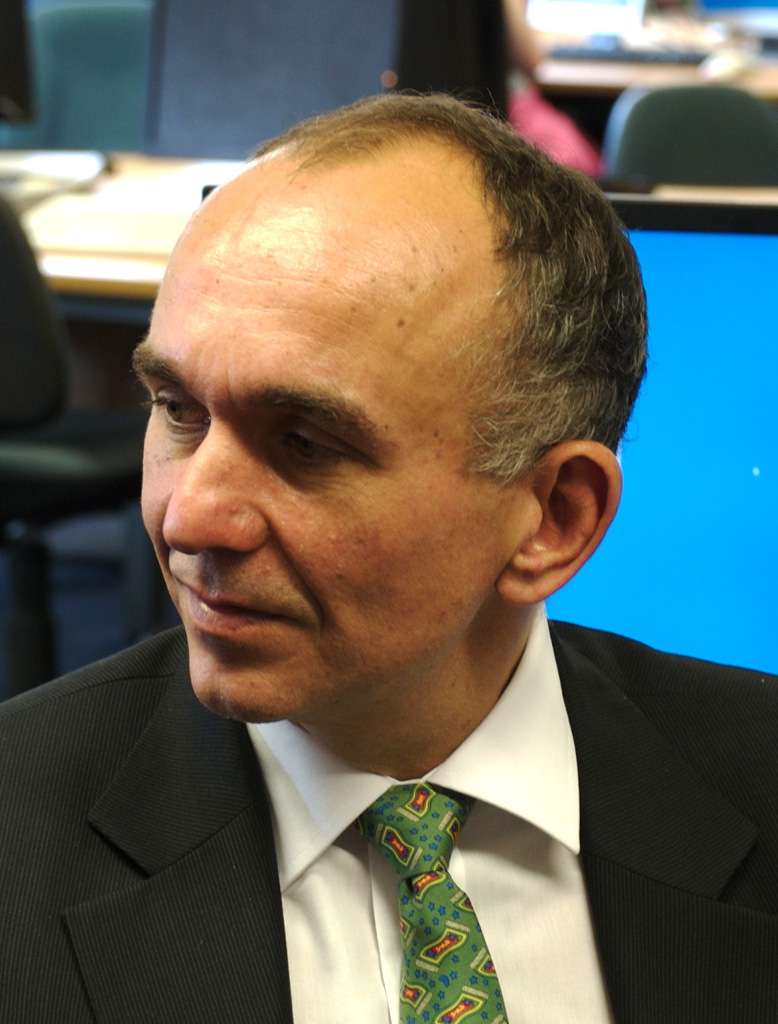
ゲームデザイナー、ピーター・モリニュー(1959-)

- 紀元前4世紀 ‐孟嘗君（+紀元前279年）
- 1210年 - アフォンソ3世、ポルトガル王（+ 1279年）
- 1282年 - フアン・マヌエル、カスティーリャ王国の王族でアルフォンソ11世の摂政（+ 1349年）
- 1352年 - ループレヒト (神聖ローマ皇帝)、ローマ王（ドイツ王、在位：1400年 - 1410年）、プファルツ選帝侯（+ 1410年）
- 1504年 - スタニスワフ・ホジュシュ、ローマ・カトリック教会の枢機卿（+ 1579年）
- 1542年 - トマス・セシル (初代エクセター伯爵)、イングランドの貴族、政治家（+ 1623年）
- 1582年 - ヨハン・フリードリヒ (ヴュルテンベルク公)、ヴュルテンベルク公（+ 1628年）
- 1590年 - ヤクプ・ソビェスキ、ポーランド・リトアニア共和国の貴族（シュラフタ）、政治家、軍人（+ 1646年）
- 1630年（寛永7年3月23日） - 酒井忠直、第2代小浜藩主（+ 1682年）
- 1677年（延宝5年4月4日） - 相馬叙胤、第6代相馬中村藩主（+ 1711年）
- 1712年 - ヤヌシュ・アレクサンデル・サングシュコ、ポーランド・リトアニア共和国の大貴族、公（+ 1775年）
- 1738年 - アドルフ・フリードリヒ4世 (メクレンブルク公)、神聖ローマ帝国の領邦国家であるメクレンブルク＝シュトレーリッツの君主（+ 1794年）
- 1747年 - レオポルト2世、神聖ローマ皇帝（+ 1792年）
- 1749年 - ジャン・フレデリック・エデルマン、古典派音楽の作曲家（+ 1845年）
- 1764年（宝暦14年4月5日） - 三宅康友、第8代田原藩主（+ 1809年）
- 1769年 - フランツィシェク・ムウォコシェヴィチ、軍人（+ 1794年）
- 1780年 - ミケーレ・テノーレ、植物学者（+ 1861年）
- 1783年（天明3年4月5日） - 戸田氏庸、第8代大垣藩主（+ 1841年）
- 1800年 - ルイ・アシェット、出版者（+ 1864年）
- 1805年 - ホセ・バリビアン、第11代ボリビア大統領（+ 1852年）
- 1813年 - セーレン・キェルケゴール、哲学者、思想家（+ 1855年）
- 1818年 - カール・マルクス、哲学者、経済学者（+ 1883年）
- 1819年 - スタニスワフ・モニューシュコ、指揮者、作曲家
- 1819年（文政2年4月12日） - 久世広周、第6代関宿藩主（+ 1864年）
- 1826年 - ウジェニー・ド・モンティジョ、フランス皇后（+ 1920年）
- 1828年 - アルベルト・マルト、天文学者（+ 1897年）
- 1829年 - ヨハネス・ポンペ・ファン・メーデルフォールト、医師（+ 1908年）
- 1833年 - フェルディナント・フォン・リヒトホーフェン、地理学者、探検家（+ 1905年）
- 1833年 - ラザルス・フックス、数学者（+ 1902年）
- 1835年（天保6年4月8日） - 松平定安、第10代松江藩主（+ 1882年）
- 1842年 - ヴィクトル・ハルトマン、画家、建築家（+ 1873年）
- 1846年 - ヘンリク・シェンキェヴィチ、小説家（+ 1916年）
- 1846年（弘化3年4月10日） - 中山信徴、初代松岡藩主（+ 1917年）
- 1847年 - ウィリアム・パーカー、弁護士、政治家（+ 1908年）
- 1857年 - リー・リッチモンド、元プロ野球選手（+ 1929年）
- 1858年 - ピエール・アドルフォ・ティリンデッリ、作曲家、ヴァイオリニスト（+ 1937年）
- 1862年 - ジークベルト・タラッシュ、チェスプレーヤー（+ 1934年）
- 1864年 - ネリー・ブライ、ジャーナリスト（+ 1922年）
- 1865年（慶応元年4月11日） - 石井十次、社会事業家（+ 1914年）
- 1865年 - アルベール・オーリエ、詩人、美術評論家、画家（+ 1892年）
- 1869年 - ハンス・プフィッツナー、作曲家（+ 1949年）
- 1873年 - レオン・チョルゴッシュ、無政府主義者（+ 1901年）
- 1877年 - ゲオルギー・セドフ、北極探検家（+ 1914年）
- 1878年 - 佐々木隆興、医学者（+ 1966年）
- 1881年 - 橋本策、医師、病理学者、橋本病報告者（+ 1934年）
- 1882年 - 金田一京助、言語学者（+ 1971年）
- 1882年 - ダグラス・モーソン、探検家、地質学者（+ 1958年）
- 1882年 - シルビア・パンクハースト、婦人参政権活動家（サフラジェット）、社会主義者（+ 1960年）
- 1882年 - マウリス・ペータース、自転車競技（トラックレース）選手（+ 1957年）
- 1883年 - アーチボルド・ウェーヴェル (初代ウェーヴェル伯爵)、軍人、政治家、貴族（+ 1950年）
- 1883年 - エレアサル・ロペス・コントレーラス、政治家、ベネズエラ大統領（+ 1973年）
- 1884年 - チーフ・ベンダー、元プロ野球選手（+ 1954年）
- 1884年 - フランツ・ネルケン、画家（+ 1918年）
- 1885年 - アグスティン・バリオス、ギタリスト、作曲家、詩人（+ 1944年）
- 1892年 - ドロシー・ギャロッド、考古学者（+ 1968年）
- 1894年 - 青砥喜三郎、実業家、元米子信用金庫会長（+ 1986年）
- 1894年 - オーガスト・ドヴォラック、教育心理学者（+ 1975年）
- 1897年 - ゲオルギー・ザハロフ、軍人（+ 1957年）
- 1898年 - ブラインド・ウィリー・マクテル、ブルース歌手、ギター演奏者（+ 1959年）
- 1899年 - ニコライ・ヴォロノフ、軍人（+ 1968年）
- 1900年 - チャールズ・ジュートロー、スピードスケート選手（+ 1996年）
- 1900年 - 平野威馬雄、詩人、フランス文学者（+ 1986年）
- 1900年 - 古海忠之、大蔵官僚、満洲国官僚、実業家（+ 1983年）
- 1900年 - ハンス・シュミット＝イッセルシュテット、指揮者（+ 1973年）
- 1903年 - 丸岡秀子、評論家（+ 1990年）
- 1905年 - シャルル・エクスブライヤ、小説家（+ 1989年）
- 1907年 - 松平頼則、作曲家（+ 2001年）
- 1907年 - イリーナ・ヴィルデ、作家（+ 1982年）
- 1908年 - クルト・ベーメ、バス歌手（+ 1989年）
- 1908年 - ジャック・マシュ、フランスの陸軍軍人（+ 2002年）
- 1909年 - 中島敦、小説家（+ 1942年）
- 1909年 - ラドノーティ・ミクローシュ、詩人（+ 1944年）
- 1910年 - レオ・レオニ、児童文学作家、絵本作家（+ 1999年）
- 1911年 - 市古貞次、国文学者（+ 2004年）
- 1911年 - ジル・グランジェ、映画監督、脚本家（+ 1996年）
- 1911年 - アンドール・リリエンタール、チェス選手（+ 2010年）
- 1912年 - 清水金一、喜劇俳優（+ 1966年）
- 1912年 - 崔太敏、牧師、呪術師、シャーマン（+ 1994年）
- 1913年 - 近藤芳美、歌人（+ 2006年）
- 1914年 - タイロン・パワー、俳優（+ 1958年）
- 1915年 - アリス・フェイ、女優（+ 1998年）
- 1916年 - 山口政信、元プロ野球選手（+ 1976年）
- 1917年 - 木原太郎、物理学者（+ 2001年）
- 1917年 - ピオ・レイヴァ、歌手（+ 2006年）
- 1918年 - 新村勝雄、政治家、元千葉県野田市長（+ 2003年）
- 1919年 - ゲオルギオス・パパドプロス、政治家、ギリシャ大統領（+ 1999年）
- 1921年 - アーサー・ショーロー、物理学者（+ 1999年）
- 1921年 - ミスワカサ、漫才師（ミスワカサ・島ひろし）（+ 1974年）
- 1922年 - 岸宏子、放送作家、小説家（+ 2014年）
- 1922年 - 山崎竜男、政治家（+ 2009年）
- 1923年 - ウィリアム・カマック・キャンベル、アマチュアゴルファー（+ 2013年）
- 1924年 - 岩崎純三、政治家、元栃木県真岡市長（+ 2004年）
- 1925年 - 菊村到、作家（+ 1999年）
- 1925年 - レオ・ライアン、政治家（+ 1978年）
- 1925年 - ウラディーミル・ヴァヴィロフ、ギタリスト、リュート奏者、作曲家（+ 1973年）
- 1927年 - パット・キャロル、女優、声優（+ 2022年）
- 1927年 - ローベルト・シュペーマン、哲学者（+ 2018年）
- 1928年 - 古館清吾、裁判官、弁護士、公証人、元宇都宮家庭裁判所所長（+ 2019年）
- 1928年 - 斎東満、浪曲師（+ 2010年）
- 1929年 - 斉川一夫、俳優
- 1929年 - アイリーン・ウッズ、声優、歌手、画家（+ 2010年）
- 1930年 - レオニード・アバルキン、経済学者、政治家（+ 2011年）
- 1931年 - 吉沢広司、スキージャンプ選手（+ 2013年）
- 1933年 - ラトナシリ・ウィクラマナカ、政治家（+ 2016年）
- 1934年 - 海老沢勝二、ジャーナリスト、第17代NHK会長
- 1934年 - コナン・ベディエ、政治家、コートジボワール第2代大統領（+ 2023年）
- 1934年 - 坂本盛明、元プロ野球選手（+ 1987年）
- 1935年 - 岡嶋博治、元プロ野球選手
- 1935年 - 高橋正雄、元プロ野球選手
- 1937年 - チャン・ドゥック・ルオン、政治家（+ 2025年）
- 1938年 - バーバラ・ワグナー、フィギュアスケート選手
- 1938年 - マイケル・マーフィー、俳優
- 1938年 - イエジー・スコリモフスキ、映画監督、脚本家、俳優
- 1939年 - 今岡睦之、政治家、初代三重県伊賀市長、元上野市長
- 1940年 - 平林博、外交官
- 1940年 - ランス・ヘンリクセン、俳優
- 1940年 - マイケル・リンゼイ＝ホッグ、映画監督
- 1940年 - アダム・プシェヴォルスキ、政治学者
- 1941年 - 若乃洲敏弥、元大相撲力士（+ 1984年）
- 1942年 - 嶌信彦、ジャーナリスト
- 1942年 - 竹本修三、地球物理学者
- 1942年 - 地井武男、俳優（+ 2012年）
- 1942年 - タミー・ワイネット、カントリー・ミュージックのシンガーソングライター（+ 1998年）
- 1942年 - 船田和英、元プロ野球選手（+ 1992年）
- 1943年 - マイケル・ペイリン、コメディアン、俳優（モンティ・パイソン）
- 1943年 - イグナシオ・ラモネ、ジャーナリスト
- 1944年 - 松岡達英、絵本作家、イラストレーター
- 1944年 - 牛丸俊三、実業家、元パナソニック副社長
- 1944年 - 内倉信吾、政治家、元宮崎県高千穂町長
- 1944年 - 高橋善正、元プロ野球選手
- 1944年 - 橋本勝隆、元プロ野球選手
- 1944年 - ジョン・リス＝デイヴィス、俳優
- 1944年 - ジャン＝ピエール・レオ、俳優
- 1944年 - クリスチャン・ド・ポルザンパルク、建築家、都市計画家
- 1944年 - ロジャー・リース、俳優（+ 2015年）
- 1944年 - 時葉山敏夫、元大相撲力士、年寄6代富士ヶ根（+ 1995年）
- 1945年 - ジミー・ロザリオ、元プロ野球選手
- 1945年 - マイク・ベネツィア、騎手（+ 1988年）
- 1946年 - 秋山重雄、元プロ野球選手
- 1946年 - ジム・ケリー、俳優、空手家
- 1946年 - ウラジーミル・トゥクマコフ、チェスプレーヤー
- 1946年 - 三宅昇、元プロ野球選手（+ 1996年）
- 1946年 - 坂口尚、漫画家（+ 1995年）
- 1946年 - エディ・アイカウ、サーファー（+ 1978年）
- 1947年 - Dr.コパ、建築家、風水師
- 1947年 - 伴大介、俳優
- 1947年 - 小高三良、俳優、声優、ナレーター
- 1947年 - 矢崎節夫、児童文学作
- 1947年 - 平山三男、国文学者
- 1947年 - 佐藤道郎、元プロ野球選手
- 1947年 - 深水三章、俳優（+ 2017年）
- 1948年 - 野口善男、元プロ野球選手
- 1948年 - 桑原隆、元サッカー選手、指導者
- 1948年 - 根本健、元オートバイレーサー、書籍編集長
- 1948年 - 笹岡繁蔵、声優（+ 1998年）
- 1948年 - 高久昇、ベーシスト（元ザ・テンプターズ）
- 1948年 - ビル・ワード、ドラマー（ブラック・サバス）
- 1949年 - 浮川和宣、ジャストシステム創業者
- 1949年 - 大村憲司、ギタリスト（+ 1998年）
- 1949年 - 桑野議、元プロ野球選手
- 1949年 - ボブ佐久間、作曲家
- 1951年 - モト冬樹、タレント、ミュージシャン
- 1951年 - シプリアン・カツァリス、ピアニスト、作曲家
- 1952年 - 町支寛二、ギタリスト
- 1952年 - 津田弥太郎、政治家
- 1952年 - エドウィン・リー、政治家、弁護士（+ 2017年）
- 1953年 - 金田一秀穂、言語学者
- 1953年 - 丸山昌宏、ジャーナリスト、実業家、毎日新聞グループホールディングス社長、毎日新聞社会長
- 1953年 - 笹川博、元プロ野球選手
- 1953年 - 王侠軍、白磁陶芸家
- 1953年 - 天野滋、ミュージシャン（+ 2005年）
- 1954年 - デーブ・スペクター、テレビプロデューサー、タレント
- 1955年 - 近藤雄介、アナウンサー
- 1955年 - 宮田律、政治学者
- 1955年 - ポール・スモレンスキー、言語学者
- 1956年 - 武田光太郎、俳優、朗読家
- 1956年 - リサ・アイルバッハー、女優
- 1957年 - 石橋貢、元プロ野球選手
- 1957年 - リチャード・E・グラント、俳優
- 1957年 - ピーター・ハウイット、俳優、映画監督、脚本家
- 1958年 - そうる透、ミュージシャン、ドラマー
- 1958年 - 井上哲士、政治家
- 1958年 - 徐能旭、囲碁棋士
- 1958年 - 広上淳一、指揮者
- 1959年 - 西野彰、実業家、元ソニーライフ・エイゴン生命保険社長
- 1959年 - スティーヴ・スティーヴンス、ギタリスト
- 1959年 - イアン・マッカロク、ミュージシャン
- 1959年 - ピーター・モリニュー、ゲームクリエイター
- 1959年 - ボビー・エルズワース、ミュージシャン（オーヴァーキル ）
- 1959年 - ブライアン・ウィリアムズ、ジャーナリスト、ニュースキャスター
- 1960年 - 奥山一寸法師、実業家
- 1960年 - 小野寺五典、政治家
- 1960年 - 斎藤茂、音楽プロデューサー、ディスクジョッキー、独立系ラジオ局経営者
- 1961年 - 渋谷哲平、俳優、歌手
- 1961年 - 春川正明、ジャーナリスト、解説委員
- 1961年 - 馳浩、プロレスラー、政治家
- 1961年 - 樋口靖洋、元サッカー選手、指導者
- 1961年 - 杉永政信、プロ野球審判員、元プロ野球選手
- 1961年 - マイク・ダンリービー、政治家
- 1962年 - おのえりこ、漫画家
- 1962年 - 和田薫、作曲家
- 1962年 - 加藤三彦、バスケットボール指導者
- 1963年 - 工藤公康、元プロ野球選手、監督
- 1963年 - 佐藤竹善、ミュージシャン（SING LIKE TALKING）
- 1963年 - ジェイムズ・ラブリエ、ミュージシャン（Dream Theater）
- 1963年 - 長田弘幸、パラリンピック・ノルディックスキー選手
- 1963年 - スコット・ウエスターフェルド、SF作家
- 1964年 - 高山みなみ、声優、ミュージシャン（TWO-MIX）
- 1964年 - 真倉翔、漫画原作者
- 1964年 - ハイケ・ヘンケル、元陸上競技選手
- 1964年 - ドン・ペイン、脚本家（+ 2013年）
- 1965年 - 大橋隆志、ギタリスト
- 1965年 - 岡本三成、政治家
- 1966年 - テリー山本、漫画家
- 1966年 - エリック・サトウ、バレーボール選手
- 1966年 - ジョン・健・ヌッツォ、歌手
- 1966年 - ショーン・ドローヴァー、ドラマー
- 1966年 - セルゲイ・スタニシェフ、政治家
- 1967年 - 子安武人[11]、声優
- 1967年 - 藤井千夏、女優、声優、歌手、アーティスト、ナレーター
- 1967年 - 藤浪智之、ゲームデザイナー
- 1967年 - 葛西稔、元プロ野球選手
- 1968年 - 渡辺陽子、アナウンサー
- 1968年 - 渡部篤郎、俳優
- 1968年 - 森川美穂、歌手、女優
- 1968年 - 清水忠史、政治家
- 1969年 - 仙田和吉、アナウンサー
- 1969年 - 長谷部浩一、声優
- 1969年 - 崔哲源、実業家
- 1969年 - ソフィー・モニオット、フィギュアスケート選手
- 1969年 - 伊良部秀輝、元プロ野球選手（+ 2011年）
- 1970年 - YOGGY、DJ（EAST END）
- 1970年 - 石橋徹郎、俳優
- 1970年 - 石橋紀子、元サッカー選手
- 1971年 - マイク・レドモンド、元プロ野球選手
- 1971年 - ハロルド・マイナー、バスケットボール選手
- 1972年 - 尾形雅宏、声優
- 1972年 - 長見賢司、元プロ野球選手
- 1974年 - 荒聖治、レーシング・ドライバー
- 1974年 - 小林徹弥、騎手（+ 2024年）
- 1975年 - ただすけ、ミュージシャン
- 1975年 - 井上麻美、歌手、タレント
- 1975年 - メブ・ケフレジギ、陸上競技選手
- 1976年 - ヒラマミキオ、シンガーソングライター、ギタリスト、音楽プロデューサー
- 1976年 - フアン・パブロ・ソリン、元サッカー選手
- 1977年 - 田中雅興、元プロ野球選手
- 1977年 - 押見泰憲、お笑い芸人（犬の心）
- 1977年 - チェ・ガンヒ、女優
- 1978年 - かんざきひろ、イラストレーター、アニメーター（織田広之）、音楽家、ボカロP（鼻そうめんP）
- 1978年 - 加村健一、キックボクサー、元新日本キックボクシング協会バンタム級王者
- 1978年 - 鳥羽周作、料理人
- 1978年 - 幕田賢治、元プロ野球選手
- 1979年 - 森大、俳優、スーツアクター、殺陣師
- 1979年 - 石松千恵美、声優
- 1979年 - 中谷仁、元プロ野球選手
- 1979年 - 藤井了、元プロ野球選手
- 1979年 - 大谷未央、元サッカー選手
- 1979年 - ヴィンセント・カーシーザー、俳優
- 1980年 - スコット・ヘアストン、元プロ野球選手
- 1980年 - ヨッシ・ベナユン、サッカー選手
- 1980年 - 松浦宏治、元サッカー選手
- 1980年 - 翁長吾央、元プロボクサー
- 1980年 - マイア・ヒラサワ、シンガーソングライター
- 1980年 - 王傳一、俳優、歌手
- 1981年 - ビートまりお、同人歌手
- 1981年 - クレイグ・デイヴィッド、ミュージシャン、DJ、音楽プロデューサー
- 1981年 - クリス・ダンカン、元プロ野球選手
- 1982年 - 畑中しんじろう、お笑いタレント
- 1982年 - アガスティン・ムリーヨ、プロ野球選手
- 1983年 - 余湖明日香、カーリング選手
- 1983年 - 白馬毅、元大相撲小結
- 1983年 - ヘンリー・カヴィル、俳優、モデル
- 1984年 - 平本真之、競艇選手
- 1984年 - 中川智美、アナウンサー
- 1984年 - 金澤岳、元プロ野球選手
- 1984年 - 丹蔵隆浩、元大相撲力士
- 1985年 - 中川翔子、タレント
- 1985年 - エマヌエレ・ジャッケリーニ、元サッカー選手
- 1985年 - ツェポ・マシレラ、サッカー選手
- 1985年 - P・J・タッカー、プロバスケットボール選手
- 1985年 - キアラ・ディウリオ、バレーボール選手
- 1985年 - クラーク・デューク、俳優
- 1986年 - 町田広和、声優
- 1986年 - 白田敏人、バスケットボール選手
- 1986年 - 吉原夏紀、元タレント
- 1986年 - 諏訪雄大、元サッカー選手
- 1986年 - マルコス・カセレス、サッカー選手
- 1987年 - 手塚りえ、タレント、グラビアアイドル（元桜（もも）mint's）
- 1987年 - グラハム・ドーランズ、サッカー選手
- 1987年 - レオネル・バンジョーニ、サッカー選手
- 1988年 - アデル、歌手
- 1988年 - ブルック・ホーガン、歌手
- 1988年 - スカイ・スウィートナム、歌手
- 1988年 - 孫泰珍、テコンドー選手
- 1988年 - ファトス・ベチライ、サッカー選手
- 1988年 - フリクソン・エラソ、サッカー選手
- 1988年 - イヴァン・マエウスキ、サッカー選手
- 1989年 - 松原江里佳、アナウンサー
- 1989年 - 鈴木裕斗、声優
- 1989年 - 田中杏沙、声優
- 1989年 - 吾峠呼世晴、漫画家
- 1989年 - クリス・ブラウン、歌手
- 1989年 - アンナ・ハッセルボリ、カーリング選手
- 1990年 - 伊良皆竜一、バスケットボール選手
- 1990年 - 松浦三佳、グラビアアイドル
- 1990年 - レアンドロ・メジャ、プロ野球選手
- 1990年 - ニーナ・ロシッチ、バレーボール選手
- 1990年 - ソン・ジウン、歌手
- 1990年 - ヨハン・ラーション、サッカー選手
- 1990年 - ハムザ・メンディル、サッカー選手
- 1990年 - バカリ・サレ、サッカー選手
- 1991年 - ジェームズ・パゾス、プロ野球選手
- 1991年 - 柳原利香、声優
- 1991年 - ラウル・ヒメネス、サッカー選手
- 1991年 - ウカシュ・スコルプスキ、サッカー選手
- 1991年 - ロビン・デクライフ、バレーボール選手
- 1992年 - 大槻瞳、アナウンサー
- 1992年 - 深澤辰哉、アイドル（Snow Man）
- 1992年 - なかがわりょう、お笑いタレント（フランスピアノ）
- 1992年 - 三上陽輔、元サッカー選手
- 1992年 - 山岸舞、元体操選手
- 1992年 - ゴラン・チャウシッチ、サッカー選手
- 1993年 - ヴィクトリア・ヘクト、フィギュアスケート選手
- 1993年 - フランシーヌ・ニヨンサバ、陸上競技選手
- 1993年 - 鹿島沙希、プロレスラー
- 1994年 - ハビエル・マンキージョ・ガイタン、サッカー選手
- 1994年 - アダム・ズレリャーク、サッカー選手
- 1995年 - 重廣卓也、サッカー選手
- 1995年 - 木﨑海伸之助、大相撲力士
- 1995年 - 亀山雄大、元ラグビー選手
- 1995年 - ラマン・プラタセヴィチ、ジャーナリスト、政治活動家
- 1996年 - 本間吏成、アナウンサー
- 1996年 - 鈴木エレカ、ソングライター、コーラス・アーティスト、マニピュレーター
- 1997年 - 田辺大智、アナウンサー
- 1997年 - 神田光希、俳優、芸能事務所「Office K.O」代表
- 1997年 - ハウメ・ムナル、テニス選手
- 1997年 - ジョーダン・トンプソン、 バレーボール選手
- 1998年 - 松平璃子、元アイドル（元櫻坂46）
- 1998年 - アリーナ・サバレンカ、プロテニス選手
- 1998年 - アイザイア・ハーテンシュタイン、プロバスケットボール選手
- 1999年 - 原大智、サッカー選手
- 1999年 - ネイサン・チェン、フィギュアスケート選手
- 1999年 - ジャスティン・クライファート、サッカー選手
- 1999年 - イ・ナウン、歌手、女優
- 2000年 - 与田祐希、アイドル（元乃木坂46）
- 2000年 - 阿武剋一弘、大相撲力士
- 2000年 - 東山玲士、プロ野球選手
- 2002年 - 田邉秀斗、サッカー選手
- 2003年 - 鍵山優真、フィギュアスケート選手
- 2003年 - カルロス・アルカラス、プロテニス選手
- 2003年 - 上原琉翔、陸上競技選手
- 2007年 - 大野愛実、アイドル（日向坂46）
- 生年非公表 - 中川翔子、タレント、歌手
- 生年不詳 - 佐々木健、漫画家
- 生年不詳 - 金子英彦、声優
- 生年不詳 - 上村俊介、声優
- 生年不詳 - 虎島貴明、声優
- 生年不詳 - 加藤沙織、声優
- 生年不詳 - 鈴木菜穂子、元声優
- 生年不詳 - 藤平るみ、元声優

### 人物以外（動物など）
- 1996年 - ウメノファイバー、競走馬（+ 2021年）
- 2005年 - サクセスブロッケン、競走馬 (+ 2022年)
- 2010年 - スマートレイアー、競走馬

## 忌日

### 人物
- 200年 - 孫策、武将（* 175年）

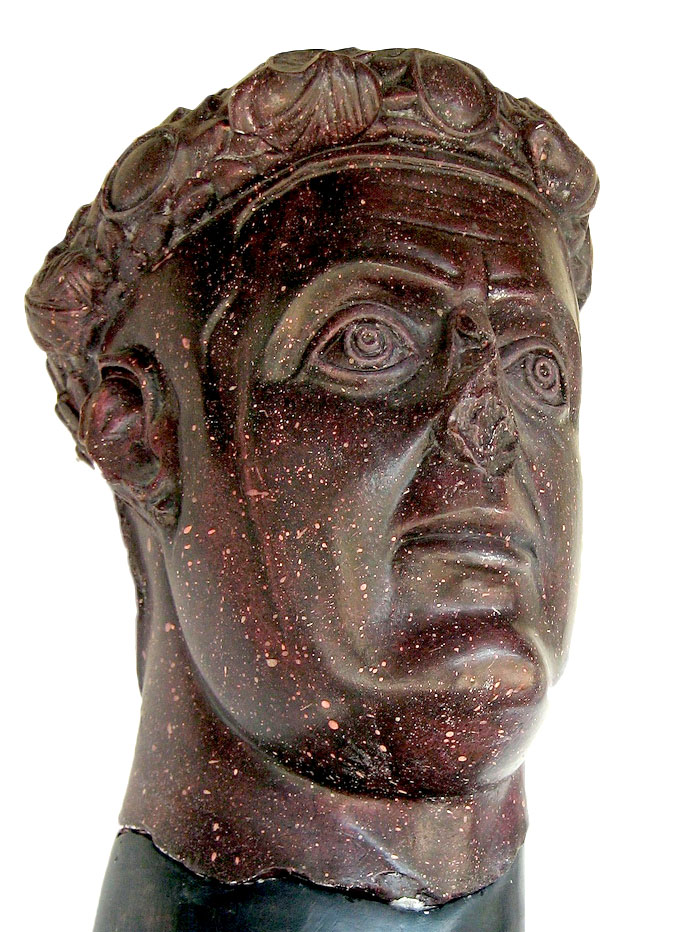
ローマ皇帝ガレリウス(250-311)没。

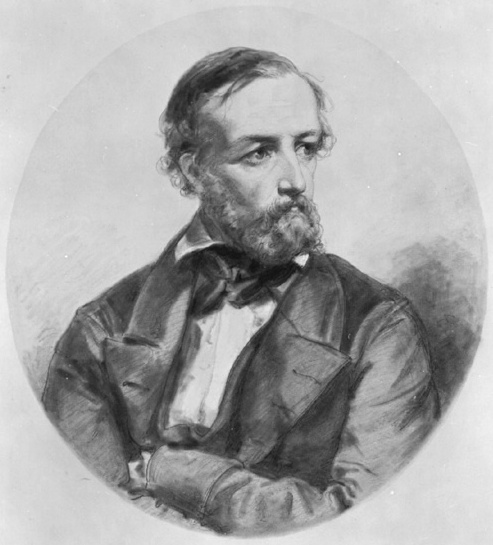
数学者ペーター・グスタフ・ディリクレ(1805-1859)没。

- 311年 - ガレリウス、ローマ皇帝（* 250年）
- 969年 - ゲルベルガ・フォン・ザクセン、リウドルフィング家出身の西フランク王国の王妃（* 913年）
- 1061年（康平4年4月13日） - 藤原信家、公卿（* 1018年）
- 1194年 - カジミェシュ2世、ポーランド王国ピャスト朝国王（* 1138年）
- 1198年 - ソフィヤ・ウラジミロヴナ、デンマーク王ヴァルデマー1世の妻（* 1141年頃）
- 1237年（嘉禎3年4月9日） - 藤原家隆、公卿、歌人（* 1158年）
- 1306年 - コンスタンティノス・パレオロゴス・ポルフュロゲネトス、東ローマ帝国の皇族（* 1261年）
- 1309年 - カルロ2世、ナポリ王（* 1248年/1254年）
- 1316年 - エリザベス・オブ・リズラン、王族（* 1282年）
- 1432年 - フランチェスコ・ブッソーネ・ダ・カルマニョーラ、傭兵隊長（コンドッティエーレ)（* 1382年）
- 1499年（明応8年3月25日） - 蓮如、本願寺第8代門主（* 1415年）
- 1525年 - フリードリヒ3世 (ザクセン選帝侯)、ヴェッティン家のザクセン選帝侯（* 1463年）
- 1582年 - シャルロット・ド・ブルボン＝ヴァンドーム、オラニエ公ウィレム1世の妃（* 1547年）
- 1671年 - エドワード・モンタギュー (第2代マンチェスター伯爵)、貴族・軍人（* 1602年）
- 1682年（天和2年3月28日） - 西山宗因、俳人、連歌師（* 1605年）
- 1705年 - レオポルト1世、神聖ローマ皇帝（* 1640年）
- 1714年 - シャルル・ド・ブルボン、フランスの王族、ベリー公（* 1686年）
- 1717年 - フランソワ・ド・カリエール、外交官（* 1645年）
- 1760年 - ローレンス・シャーリー (第4代フェラーズ伯爵)、貴族（* 1720年）
- 1766年 - オロフ・アレニウス、画家（* 1700年）
- 1782年（天明2年3月23日） - 楫取魚彦、国学者、歌人（* 1723年）
- 1789年 - ジュゼッペ・バレッティ、文芸評論家、イタリア語辞典・スペイン語辞典編纂者（* 1719年）
- 1804年 - アントニオ・ホセ・カヴァニレス、植物学者、博物学者（* 1745年）
- 1807年 - P. D. Q. バッハ、ヨハン・ゼバスティアン・バッハの21番目の息子とされている作曲家（* 1742年）
- 1808年 - ピエール・ジャン・ジョルジュ・カバニス、医師、哲学者（* 1757年）
- 1821年 - ナポレオン・ボナパルト、フランス第一帝政皇帝（* 1769年）
- 1827年 - フリードリヒ・アウグスト1世、ザクセン王（* 1750年）
- 1837年 - ニコロ・アントニオ・ジンガレッリ、作曲家（* 1752年）
- 1839年 - エドゥアルト・ガンス、法学者（* 1797年）
- 1859年 - チャールズ・ロバート・レスリー、画家（* 1794年）
- 1859年 - ペーター・グスタフ・ディリクレ、数学者（* 1805年）
- 1863年（文久3年3月18日） - 井田磐山、書家（* 1767年）
- 1870年 - フランクリン・ピール、米国造幣局フィラデルフィアの第3代貨幣鋳造主任（* 1795年）
- 1874年 - シャルル・グレール、画家（* 1806年）
- 1892年 - アウグスト・ヴィルヘルム・フォン・ホフマン、化学者（* 1818年）
- 1895年 - カール・フォークト（英語版）、科学者、哲学者、政治家（* 1817年）
- 1900年 - デニー・マックナイト、メジャーリーグ監督（* 1848年）
- 1907年 - ウジェーヌ・ジラルデ、画家（* 1853年）
- 1913年 - アンリ・モレ、風景画家（* 1856年）
- 1917年 - アレクサンドル・セオン、画家（* 1855年）
- 1921年 - アルフレッド・フリート、法学者、平和運動家（* 1864年）
- 1928年 - 尾上松助 (4代目)、歌舞伎役者（* 1843年）
- 1934年 - 中村憲吉、歌人（* 1889年）
- 1942年 - 豊國福馬、関取（* 1893年）
- 1945年 - ルネ・ラリック、ガラス工芸家、宝飾デザイナー（* 1860年）
- 1947年 - 鹿嶌洋起市、大相撲力士（* 1914年）
- 1947年 - タイ・ラフォレスト、元プロ野球選手（* 1917年）
- 1949年 - 長田秀雄、詩人（* 1885年）
- 1955年 - アンナ・オストルーモワ＝レベデワ（英語版）、画家（* 1871年）
- 1955年 - ルイ・ブレゲー、飛行機技師（* 1880年）
- 1956年 - 申翼煕、朝鮮独立運動家、政治家、元韓国国会議長（* 1894年）
- 1957年 - ミハイル・グネーシン、作曲家（* 1883年）
- 1959年 - カルロス・サアベドラ・ラマス、政治家、元アルゼンチン外相（* 1878年）
- 1963年 - ペール・ヤコブソン、経済学者、第三代国際通貨基金 (IMF) 専務理事（* 1894年）
- 1967年 - オーウェン・ジョーンズ、地質学者（* 1878年）
- 1969年 - エディ・シーコット、元プロ野球選手（* 1884年）
- 1971年 - バイオレット・ジェソップ、遠洋定期船の客室乗務員、看護師（* 1887年）
- 1976年 - アリソン・アトリー、童話作家（* 1884年）
- 1976年 - 島本融、大蔵官僚、銀行家、北海道銀行初代頭取（* 1904年）
- 1976年 - トマス・バーネット・スワン、作家（* 1928年）
- 1977年 - ルートヴィヒ・エアハルト、政治家、ドイツ連邦共和国第2代首相（* 1897年）
- 1980年 - イザベル・ブリッグス・マイヤーズ、小説家、パーソナリティテスト共同考案者（* 1897年）
- 1981年 - パウル・ヘルビガー、俳優（* 1894年）
- 1981年 - 清水多嘉示、彫刻家（* 1897年）
- 1983年 - ホルスト・シューマン、医師（* 1906年）
- 1983年 - ジョン・ウィリアムズ、俳優（* 1903年）
- 1984年 - 森口多里、美術史家、美術評論家、民俗学者、岩手県立岩手工芸美術学校初代校長（* 1892年）
- 1984年 - 吉岡隆徳、陸上競技選手（* 1909年）
- 1985年 - ドナルド・ベイリー、土木技師（* 1901年）
- 1987年 - 桑田忠親、歴史学者、國學院大學名誉教授（* 1902年）
- 1987年 - 小島輝正、フランス文学者、翻訳家、文芸評論家（* 1920年）
- 1988年 - 沼賀健次、教育者、政治家、元群馬県高崎市長（* 1908年）
- 1989年 - カレル・ゼマン、アニメ監督（* 1910年）
- 1990年 - レジナルド・グッドオール、指揮者（* 1901年）
- 1994年 - 沼田恵範、宗教家、実業家、ミツトヨ創業者（* 1897年）
- 1995年 - ミハイル・ボトヴィニク、第7・9・11代チェスの公式世界チャンピオン（* 1911年）
- 1995年 - 粟辻博、テキスタイルデザイナー（* 1929年）
- 1996年 - サリー・テリー、歌手（* 1922年）
- 1996年 - 艾青 (zh)、詩人（* 1910年）
- 1997年 - ウォルター・ゴテル、俳優（* 1924年）
- 1998年 - トミー・マクック、サクソフォーン奏者（* 1927年）
- 1999年 - 中島河太郎、ミステリー評論家（* 1917年）
- 1999年 - 上野俊樹、経済学者、立命館大学名誉教授（* 1942年）
- 2000年 - 奥野高廣、歴史学者（* 1904年）
- 2000年 - ジーノ・バルタリ、自転車競技選手（* 1914年）
- 2001年 - ブーズー・チェイヴィス、ザディコミュージシャン、アコーディオン奏者（* 1930年）
- 2002年 - 栗林千津、俳人（* 1910年）
- 2002年 - 岩本節治、実業家、政治家、元長野県諏訪市長（* 1911年）
- 2002年 - ジョージ・シドニー、映画監督（* 1916年）
- 2002年 - ウゴ・バンセル・スアレス、軍人、政治家、独裁者（* 1926年）
- 2002年 - 塩谷庄吾、俳優（* 1966年）
- 2003年 - ウォルター・シスル、政治家（* 1912年）
- 2004年 - 奈良岡正夫、洋画家（* 1903年）
- 2004年 - ホセ・マセダ、作曲家（* 1917年）
- 2004年 - コクソン・ドッド、音楽プロデューサー（* 1932年）
- 2004年 - 岡崎律子、シンガーソングライター（* 1959年）
- 2005年 - 遠藤浩、法学者（* 1921年）
- 2005年 - 片岡勝治、教育者、労働運動家、政治家（* 1924年）
- 2006年 - 金谷治、思想史家（* 1920年）
- 2006年 - 岩田順介、政治家（* 1937年）
- 2006年 - 上本孝一、プロ野球審判員（* 1963年）
- 2007年 - セオドア・メイマン、物理学者（* 1927年）
- 2007年 - 今村仁司、哲学者（* 1942年）
- 2008年 - アーヴ・ロビンス、実業家、バスキン・ロビンス共同創業者（* 1917年）
- 2008年 - 朴景利、小説家（* 1926年）
- 2008年 - ジェリー・ウォレス、歌手（* 1928年）
- 2008年 - 長江勝也、ゲームクリエーター（* 1960年）
- 2009年 - やまだ紫、漫画家（* 1948年）
- 2010年 - ジュリエッタ・シミオナート、メゾソプラノ歌手（* 1910年）
- 2010年 - 田宮謙次郎、元プロ野球選手、監督（* 1928年）
- 2010年 - ウマル・ヤラドゥア、政治家、第13代ナイジェリア大統領（* 1951年）
- 2011年 - クロード・チョールズ、海軍軍人、第一次世界大戦に従軍した最後の退役軍人（* 1901年）
- 2011年 - アリス・ブリッジス、競泳選手（* 1916年）
- 2011年 - 柴田三千雄、西洋史学者、フランス革命研究者、東京大学名誉教授（* 1926年）
- 2011年 - ダナ・ウィンター、女優（* 1931年）
- 2012年 - 井上登、元プロ野球選手（* 1934年）
- 2013年 - ザラ・キルシュ、詩人（* 1935年）
- 2013年 - ロバート・K・レスラー、元FBI捜査官、コンサルタント、司法行動学研究所（FBS）所長（* 1937年）
- 2014年 - 谷島茂之、実業家、元サンテレビジョン社長（* 1931年）
- 2015年 - 津田清子、俳人（* 1920年）
- 2015年 - 高橋二三、脚本家（* 1926年）
- 2015年 - 野村孝、映画監督（* 1927年）
- 2016年 - 冨田勲、作曲家、編曲家、シンセサイザー奏者（* 1932年）
- 2017年 - 西尾慈高、元プロ野球選手（* 1934年）
- 2018年 - 古川薫、小説家（* 1925年）
- 2018年 - クラウス・デデ、作家、ジャーナリスト（* 1935年）
- 2019年 - 青木銀一、政治家、元北海道三笠市長（* 1929年）
- 2020年 - 藤本勲、キックボクサー、キックボクシング指導者（* 1942年）
- 2020年 - スウィートピー・アトキンソン、R&Bシンガー（* 1945年）
- 2021年 - 富永一朗、漫画家（* 1925年）
- 2021年 - デル・クランドール、プロ野球選手（* 1930年）
- 2021年 - ジョージ・ユング、犯罪者、麻薬ディーラー、映画ブロウのモデル（* 1942年）
- 2022年 - アクセル・レイヨンフーヴッド、経済学者（* 1933年）
- 2022年 - ケネス・ウェルシュ、俳優（* 1942年）
- 2022年 - ハーム・オッテンブロス、自転車競技選手（* 1943年）
- 2022年 - 足立建夫、俳優（* 1944年）
- 2022年 - マイク・ハガティ、俳優、声優（* 1954年）
- 2023年 - シーリ・ランタネン、クロスカントリースキー選手、1956年コルチナ・ダンペッツオ五輪金メダリスト（* 1924年）
- 2023年 - 栗田勇、フランス文学者、美術評論家、作家、評論家（* 1929年）
- 2023年 - アルセニオ・イグレシアス、サッカー選手、指導者（* 1930年）
- 2023年 - フィリップ・ソレルス、小説家、批評家、映像作家（* 1936年）
- 2023年 - サミュエル・デュランス、科学者、宇宙飛行士（* 1943年）
- 2023年 - 三代目平和ラッパ、漫才師（* 1943年）
- 2023年 - 寿一実、喜劇役者、ローカルタレント、九州新喜劇座長（* 1956年）
- 2023年 - ジョージ・フーシェ、カーレーシングドライバー（* 1965年）
- 2024年 - ケネーズ・ヘカ・エテルカ、詩人、小説家（* 1936年）
- 2024年 - セサル・ルイス・メノッティ、サッカー選手、指導者（* 1938年）
- 2024年 - バーナード・ヒル、俳優（* 1944年）
- 2024年 - 冨田幸宏、政治家、元神奈川県湯河原町長（* 1957年）
- 2024年 - 清川栄治、プロ野球選手（* 1961年）

### 人物以外（動物など）
- 2008年 - リンデンリリー、競走馬（* 1988年）

## 記念日・年中行事

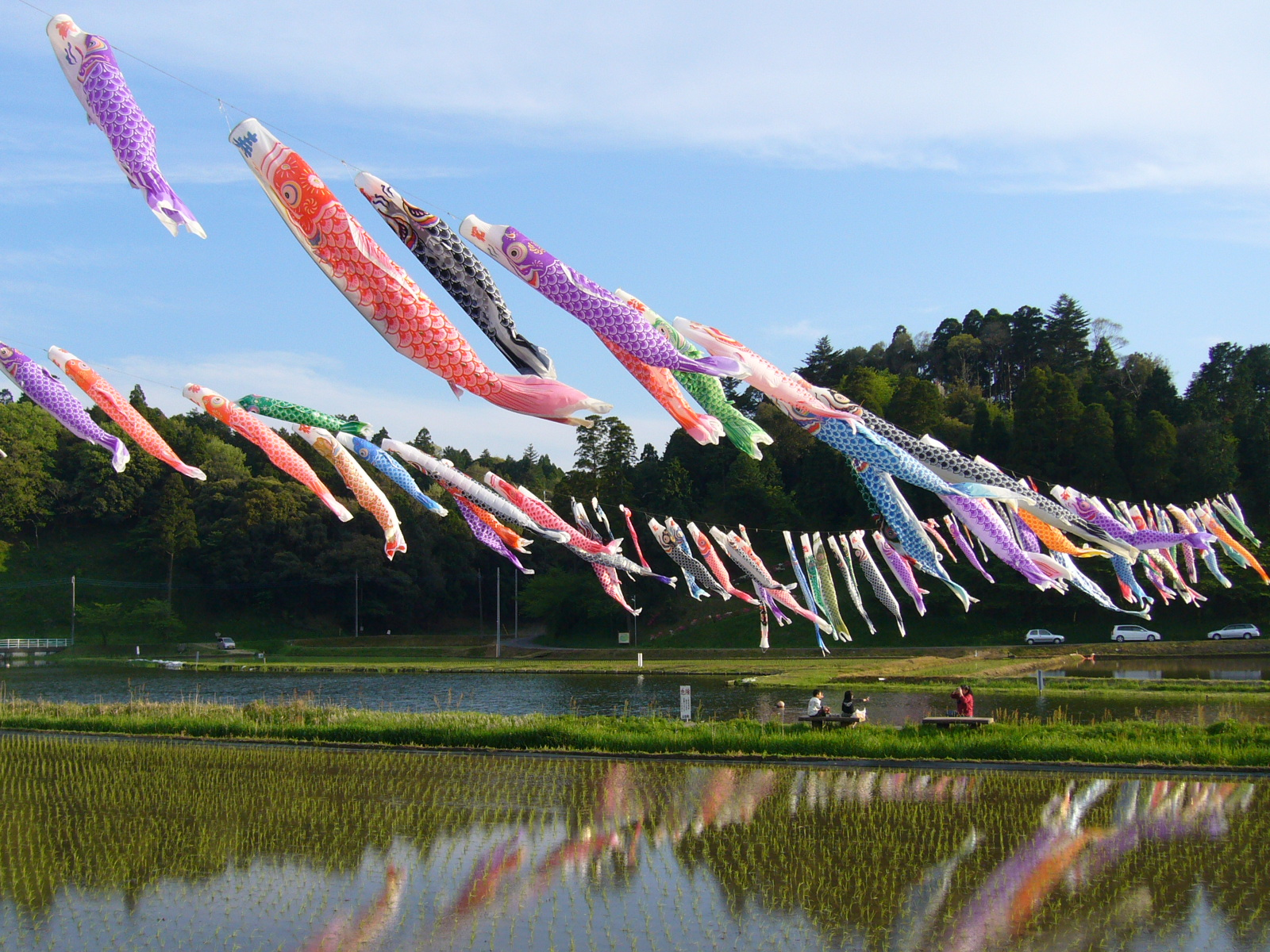
こどもの日、端午の節句

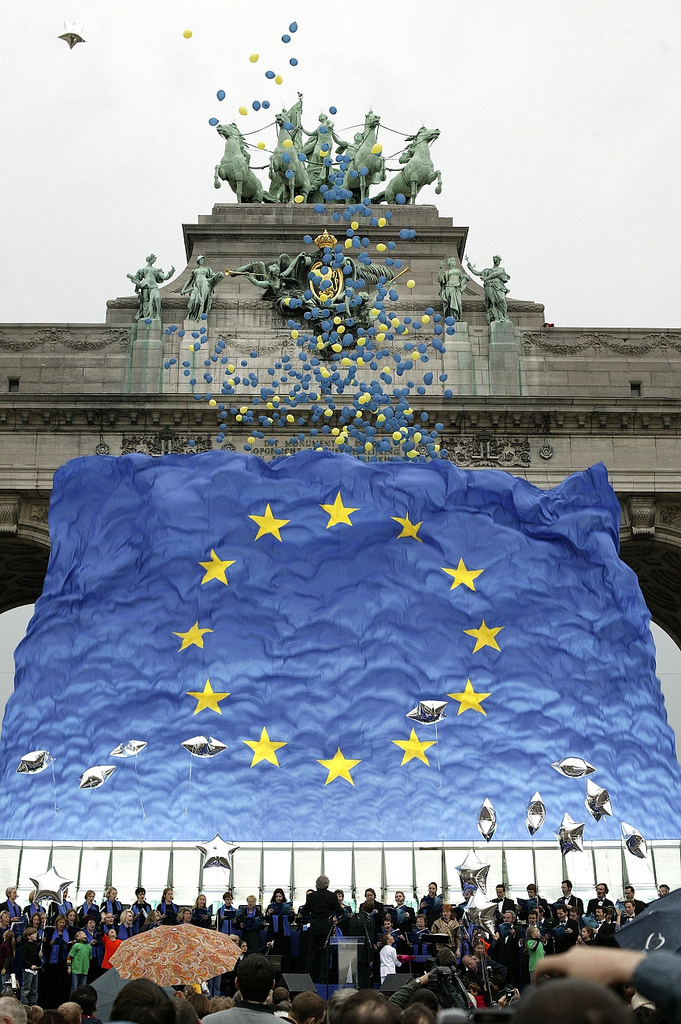
ヨーロッパ・デー。1949年の欧州評議会創設にちなむ

- 立夏（ 日本）
二十四節気の1つ。太陽の黄経が45度の時で、夏の気配が感じられる頃。2008年から2039年までの日本では、（立夏が5月6日となる閏年の前年を除き）5月5日が立夏となる。
- 端午の節句（ 日本ほか漢字文化圏）
- 馬節句
高知県三原村では、機械化される前の労働力だった牛馬の休養日として設定された[12]。
- こどもの日（ 日本）
国民の祝日の一つ。
- ゴールデンウィーク（ 日本）
- おもちゃの日（ 日本）
日本玩具協会・東京玩具人形問屋協同組合が1949年に制定。端午の節句にちなみ、おもちゃや人形のPRのために設けられた。
- 子供へ本を贈る日（ 日本）
書籍取次の株式会社トーハンが2000年に「こどもの日」にちなんで制定[13]。
- わかめの日（ 日本）
日本わかめ協会が1983年に「こどもの日」に因んで制定[14]。
- 手話記念日（ 日本）
日本デフ協会が2003年に制定。手話が左右の五本指を使うことから。
- 自転車の日（ 日本）
自転車は環境にやさしい交通手段。自転車の活用推進についての関心と理解を深めるため、自転車活用推進法により、5月5日が「自転車の日」、5月が「自転車月間」と定められた[15]。
- 薬の日（ 日本）
全国医薬品小売商業組合連合会が1987年に制定。611年（推古天皇19年）のこの日、推古天皇が大和の兎田野で薬草を採取する薬狩りを催し、これから毎年この日を「薬日（くすりび）」と定めたという故事にちなむ。
- フットサルの日（ 日本）
フットサルに関する事業を行う株式会社エフネットスポーツが制定。フットサルが5人対5人で行うスポーツであることから[16]。
- レゴの日（ 日本）
デンマークのプラスチック製ブロック玩具・レゴの日本法人であるレゴジャパンが制定。「0505（レゴレゴ）」の語呂合わせによるもの[17]。
- キズケアの日（ 日本）
日本創傷外科学会と日本形成外科学会が制定。「こども（キッズ）の日」からの語呂合わせによる。
- たべっ子どうぶつの日（ 日本）
株式会社ギンビスが2019年に「子どもたちの明るい未来を築き上げたい」との思いから「こどもの日」にちなんで制定[18]。

### 祭礼
- 桃太郎まつり（ 日本）
愛知県犬山市で、｢桃太郎のように健やかに｣との願いを込めた「桃太郎まつり」が開催される。
- 日本童話祭（ 日本）
大分県玖珠郡玖珠町で日本童話祭が開催される。玖珠町出身で童謡『夕やけ小やけ』の作詞者久留島武彦の活動功績を称え、昭和25年に始まった。
- 阿礼祭（ 日本）
奈良県大和郡山市の稗田環濠集落にある賣太神社で行われる、稗田阿礼の遺徳をしのぶ祭。久留島武彦（上記）の提唱で、昭和5年に始まった。長らく毎年8月16日に行われてきたが、夏の猛暑を考慮して令和7年から5月5日に変更された。
- 鐘供養（ 日本）
東京都品川区の品川寺（ほんせんじ）で、毎年鐘供養と句会が開催される。徳川家綱の寄進とされる品川寺の鐘は、幕末に海外へ流出し、パリ万博（1867年）・ウィーン万博（1873年）に展示されたあと行方がわからなくなっていた。大正8年、品川寺住職の仲田順海は、鐘がスイスジュネーヴのアリアナ美術館に所蔵されていることを突き止め、返還交渉を開始。鐘は昭和5年に品川寺に返還された。昭和5年5月5日、品川寺で行なわれた鐘の帰還式に出席した高浜虚子は、「座について 供養の鐘を 見上げけり」と詠んでおり、この句をきっかけに「鐘供養」が晩春の季語の仲間入りを果たした。
- 公時まつり・仙石原湯立獅子舞奉納（ 日本）
神奈川県箱根町仙石原の公時神社の祭礼で、国の無形文化財「湯立獅子舞」が奉納される。煮えたぎる釜の回りを巡りながら舞う「釜めぐりの舞」では、獅子が熱い釜の湯を熊笹の束でかき回し、神に献じ、参拝客に湯花を振りかけて悪疫を払う。
- 相良凧初節句神事（相良凧あげ大会）（ 日本）
静岡県牧之原市で行われる凧あげの神事。端午の節句に男子誕生を祝い凧をあげる風習に基づく江戸時代から続く伝統行事。相良凧は、田沼意次の城下町として知られた相良独特の凧。尾が無いホームベース型をしており、糸目が上下2本だけの角凧で、ビードロを練り込んだ凧糸を使用して揚げるのが特徴。
- 大楠祭（ 日本）
静岡県熱海市の來宮神社（きのみやじんじゃ）で行われる例祭。御神木の大楠は国の天然記念物で、樹高約20m、幹周り約24m、推定樹齢2000年以上の全国第2位の巨樹（環境省の調査）。巫女舞の『大楠の舞』や笛伶会和太鼓演奏などが奉納され、境内では、池田社中の野点が催される。
- 流鏑馬祭（ 日本）
静岡県富士宮市の富士山本宮浅間大社で行われる流鏑馬。建久4（1193年）、源頼朝が富士山麓で「富士の巻狩り」を行なった際、富士山本宮浅間大社に流鏑馬を奉納したことから始まったとされている。祭りは5月4日から6日にかけて行われ、本祭の5月5日には、境内桜の馬場で、鎌倉武士の装束を纏った騎馬により小笠原流流鏑馬式が行われる。
- 武家奴振り（ 日本）
滋賀県米原市の山津照神社（やまつてるじんじゃ）で行われる、おうみ三奴振りの一つ。神社境内の青木神社の祈祷札（天平泰平、武運長久、宮中安全）を京都御所へ献納していた当時の道中奴で、江戸時代から明治4年頃まで行なわれていたもの。戦後復活し、現在は毎年春の祭礼に奉納されている。
- すし切り祭り（ 日本）
滋賀県守山市の下新川神社（しもにいかわじんじゃ）の例祭で行われる神事。祭神の豊城入彦命（とよきいりひこのみこと）が湖賊の平定に向かう折、ふなの塩漬けを焼いて献上したところ大変喜ばれたという故事が起源。神事は裃姿に脇差を差した当番の若者二人が古式に則りふなずしを調理していく。その他、国の無形文化財に選定されている「諫鼓（かんこ）の舞い」などが奉納される。
- 長刀振り（ 日本）
滋賀県守山市の小津神社の例祭で奉納される踊りで、国の無形民俗文化財。奉納されるのは、手に持った長刀を振る「長刀振り」と、「田楽踊り」を総称して「長刀踊り」と呼んでいる。花笠を被った子どもや大神輿、子供神輿が赤野井の小津若宮神社まで往復する。

### 海外の年中行事
- 国際助産師の日（ 世界）
1990年に日本で開催された国際助産師連盟国際評議会で制定され、1992年から実施。
- 子供の日（ 韓国）
- 解放記念日（ オランダ・ デンマーク）
1945年にドイツ軍の占領から解放されたことを記念。
- シンコ・デ・マヨ（ メキシコ）
1862年のこの日のプエブラの会戦でメキシコ軍がフランス軍に勝利したことを記念。
- 憲法記念日（ キルギス）
- アマチュア無線の日（ 中華人民共和国)
- ダンスの日( 中華民国)
- ヨーロッパ・デー
1949年の欧州評議会創設にちなむ。
- インド人到達の日（英語版）（ ガイアナ）
1838年のこの日に、奴隷制度廃止後の農園労働者としてインド人移民が初めてガイアナに来たことを記念。
- 愛国者勝利の日（ エチオピア）
1941年のこの日、イタリアの植民地（イタリア領東アフリカ）となっていたエチオピアで、エチオピア皇帝ハイレ・セラシエ1世が首都に再入城したことを記念。この年の11月にエチオピア内の全イタリア軍が降伏した。
- 敬老の日（ パラオ）